# Jason McMaster
Jason McMaster (Austin, 18 marzo 1965) è un cantante statunitense.
È conosciuto principalmente per essere stato il frontman dei Dangerous Toys; attualmente milita nei Watchtower e nei Broken Teeth.

## Carriera
Ha esordito nei Watchtower, band progressive thrash metal texana, che lascia nel 1987 dopo aver inciso due demo e il primo album, Energetic Disassembly, per unirsi ai Dangerous Toys.
Dopo lo scioglimento dei Dangerous Toys (avvenuto nel 1996), fonda insieme al chitarrista Paul Lindel i Broken Teeth nel 1999. Nello stesso anno si riunisce ai Watchtower con cui partecipa all'album A Tribute to Accept, tributo agli Accept.

## Discografia

### Con i Watchtower
Album in studio
- 1985 - Energetic Disassembly

Raccolte
- 1985 - Demonstrations in Chaos

Partecipazioni
- 1999 - A Tribute to Accept

### Con i Dangerous Toys
Album in studio
- 1989 - Dangerous Toys
- 1991 - Hellacious Acres
- 1994 - Pissed
- 1995 - The R.tist 4.merly Known as Dangerous Toys

Live
- 1999 - Vitamins and Crash Helmets Tour - Greatest Hits Live

Raccolte
- 2004 - The Ultimate Dangerous Toys - Sleaze Metal Kings from Texas

### Con i Broken Teeth
- 1999 - Broken Teeth
- 2002 - Guilty Pleasure
- 2004 - Blood On The Radio
- 2008 - Electric

Tribute album
- 1996 - Spacewalk: A Tribute to Ace Frehley
- 2001 - Welcome to the Aerosmithsonian: A Tribute to Aerosmith